# Шепард, Роджер
Ро́джер Ше́пард (англ. Roger Newland Shepard; 30 января 1929, Пало-Альто, Калифорния — 30 мая 2022) — американский психолог, когнитивист.
Член Национальной академии наук США (1977).

## Биография
Защитил докторскую диссертацию в Йельском университете (1955), работал в Стэнфордском университете.
Наиболее известен своими исследованиями пространственных репрезентаций: ментального вращения, иллюзий восприятия. Является изобретателем звуковой иллюзии — тона и лада Шепарда.
Интересовался также проблемой НЛО. Владимир Гаков писал в статье в «Науке и религии», что Роджер Шепард в своём докладе сенатскому подкомитету по науке и астронавтике заявил, что «проблема НЛО в большей степени относится к сфере компетенции психолога, нежели физика».